# 呂西恩·裴堤帕
呂西恩·裴堤帕（Lucien Petipa；1815年12月22日—1898年7月7日），是19世紀初浪漫主義時期法國重要的男性芭蕾舞者。

## 經歷
呂西恩·裴堤帕生於馬賽，在布魯塞爾成長及學習芭蕾舞。1821年3月25日他在布魯塞爾的皇家劇院首度登台。1835年他被聘請為波爾多劇院的首席舞者。幾年後他前往巴黎，並成為巴黎歌劇院的首席舞者，長期與卡兒羅塔葛利西搭檔，直到1868年的一次狩獵中發生意外使他退休。他於1872年10月返回布魯塞爾，並於1875年被任命為布魯塞爾皇家音樂學院的教授，之後的三年中他教導學生姿勢和舞蹈。1878年他定居凡爾賽直到1898年離世。